# ギロチン (ビール)
ラ・ギロチン（La Guillotine）は、ベルギーのオースト＝フランデレン州メレにあるヒューグ醸造所で生産されているビールの銘柄である。
スタイルはゴールデンエールで、ベルギービールとよばれるビールのひとつである。ベルギーで使用される、オランダ語・フランス語では、「ギヨティン」という発音になる。

## 概要
名称はギロチンの考案者とされる医師・ジョゼフ・ギヨタンから取られており、赤い瓶のラベルには処刑用具の絵が描かれている。
同じ醸造所のデリリウム・トレメンスに似た風味を持つが、オレンジや洋ナシを思わせる香りとみずみずしさが違いを作る。口に含んでいるとアルコールの辛さが中和され甘味に代わっていくが、飲み込むと再び辛さが現れ、胃を刺激する。